# Период Камакура
Камакура (鎌倉) — исторический период с 1185 по 1333 год. Назван по имени города Камакура, поначалу небольшой деревни, ставшей центром первого сёгуната в Японии.
В результате столкновений между родами Минамото, Фудзивара и Тайра последний вышел победителем, оттеснив род Фудзивара от власти. Клан Минамото подвергся суровым преследованиям.
Ёритомо Минамото собрал войска и в 1180 году снова начал войну, одержав победу в 1185. Он заставил императора признать своё господство и устроил свою ставку в приморской деревне Камакура. В 1192 году он завершил формирование власти, расправился с врагами и бывшими союзниками и присвоил себе титул сэйи тайсёгун (великий полководец).
В 1199 году он умер, передав власть старшему сыну Ёрииэ, который вскоре стал жертвой интриг. Далее долгое время власть была в руках регентов Ходзё, а к 1219 мужская линия дома Минамото была истреблена. Сёгуном стал 2-летний ребёнок клана Фудзивара. В 1333 году в результате междоусобных войн Камакурский сёгунат пал, уступив место сёгунату Муромати.
Эпоха Камакура была временем междоусобных войн и доминирования сословия самураев. Официальной религией сёгуната стал дзэн. Дзэнские монастыри, объединённые в систему годзан, развивали на китайской основе собственную высокую культуру годзан бунка, из которой хорошо известна литература годзан бунгаку.
В это время произошли монгольские вторжения в Японию, и сравнительно лёгкая победа над внешним врагом повлияла на сложение национального самосознания. Во время этих вторжений страна обрела свой современный флаг.